# Bob Stevens
Bob Stevens (ursprungligen Bob Stewens) är ett dansband, ursprungligen från Markaryd i Småland som bildades 1958 och splittrades 1978 och 1987 återbildas. 

## Biografi
Dansbandet bildades 1958 under namnet Bob Stewens av bland andra Torsten Nilsson, kapellmästaren för bandet, vars bandnamn senare ändrades till Bob Stevens. 1978 splittrades bandet. 1987 bestämde sig Mats Kärrlid och Mats Olsson för att återbilda bandet igen. Uppstarten följdes upp med dansturné och skivkontrakt. Under 90-talet gav bandet ut flera musikalbum och fick hösten 1998 en svensktoppsplacering med "Samma leende som du". Bandet medverkade bland annat i Sveriges radios I afton dans och Tittartoppen på TV4. "Ett litet under" blev under 90-talet en hit i Sverige och Danmark, men den mest framgångsrika låten är deras version av "No more Bolero" som har blivit bandets signaturmelodi. Detta på grund av Mats Kärrlids karakteristiska sångröst och Mats Olssons saxofonspel med vilket han har nominerats till bästa blåsare vid ett flertal tillfällen. Mats Olsson är även låtskrivare och har med låtar på flera av bandets album.
Efter ett kort uppehåll i mitten på 2000-talet är Mats och Mats åter i full gång med att skriva musik, turnera och spela in skivor med bandet. "Mitt Skåne" från 2014 blev en stor succé både vad gäller försäljning och listplaceringar. Uppföljaren "Skåne är ett härligt land" från 2015 är ett album med låtar som på ett eller annat sätt anknyter till Skåne. Första veckan gick den in på tredje plats på försäljningslistan för svenska dansband. Samlingsalbumet "Guldkorn" från 2017 har rönt stora framgångar på Spotify och försäljningslistor. Under hösten 2017 meddelade Mats Kärrlid att han efter trettio år lämnar bandet. Från och med den 1/1 2018 är Christoffer Bengtsson sångare i Bob Stevens.

## Medlemmar
1968-1971:
- Thorsten Nilsson (keyboard och kapellmästare)
- Rolf Hjalmarsson (bas, trumpet)
- Benny Torstensson (kompgitarr, Sång)
- Ingvar Wessman (trumpet)
- Lennart Sjunnesson (Trummor)
- Eddie Bergholtz (sång, sologitarr)

2019-2021:
- Christoffer Bengtsson - Sång, Gitarr.
- Pierre Nilsson  - Bas, sång.
- Mats Olsson - Saxofon, klaviatur dragspel och sång.
- Micke Langen - Trummor.

2022:
- Christoffer Bengtsson - Sång, gitarr.
- Pierre Nilsson - Bas, sång.
- Ulf Sjöstedt - Trummor, sång.
- Manfred Frid - Dragspel, klaviatur.

2025:
- Ulf Sjöstedt - Trummor, sång.
- Manfred Frid - Dragspel, klaviatur, sång.
- Christoffer Delén - Bas, sång
- Matz Morén - Gitarr, sång

## Melodier på Svensktoppen
- Samma leende som du - 1998

## Diskografi

### Singlar
- 19?? - När ljusen skall tändas därhemma/En jul med dig (som Bob Stewens)[1]
- 1997 - "Christine/Lyckans land"
- 2000 - "Min vän Helena/Som en saga, som en dröm"
- 2018 - Om kärleken finns kvar

```
     - Även män måste gråta ibland
```

### EP
- 1989 - Räck ut din hand/Nidälven
- 1990- Månskenskyssen/Gitarr-medley

### Album
- 1975 - Gult och blått
- 1994 - Bob Stevens
- 1996 - 2 -
- 1998 - Samma leende som du
- 2001 - Ljusblåa ögon
- 2005 - Barndomsåren
- 2008 - Här igen!
- 2010 - Bolero
- 2012 - "För bra för att va' sann"
- 2014 - "Mitt Skåne"
- 2015 - "Skåne är ett härligt land"